# Prima Divisione 1932 (pallacanestro maschile)
La Prima Divisione 1932 ha rappresentato il secondo livello del 12º campionato italiano di pallacanestro maschile, è stato il 2° organizzato dalla FIP. Secondo quanto stabilito dalla FIP, le squadre sono suddivise inizialmente in gironi regionali. Dopo la conclusione della prima fase, si ha una fase interregionale che prevede il seguente incontro: Vincente Girone Lombardo - Vincente Girone Emiliano (Girone I).
Hanno successivamente luogo le semifinali, con i seguenti incontri: *Vincente Girone I - Vincente Girone Giuliano (Girone II); *Vincente Girone Laziale - Vincente Girone Campano (Girone III).
La finale per l'assegnazione del titolo di campione italiano di Prima Divisione si disputa tra la vincente del Girone II e quella del Girone III.

## Prima fase a gironi

### Girone lombardo

#### Classifica
|  |    | girone lombardo               | Pt | G | V | N | P | GF  | GS  |
|  | -- | ----------------------------- | -- | - | - | - | - | --- | --- |
|  | 1. | Oratorio Sant'Andrea Milano   | 12 | 6 | 6 | 0 | 0 | 166 | 111 |
|  | 2  | G.R. Francesco Baracca Milano | 8  | 6 | 4 | 2 | 0 | 110 | 86  |
|  | 3  | GS Generale Cantore Milano    | 4  | 6 | 2 | 4 | 0 | 64  | 118 |
|  | 4  | G.R.F. Mussolini Milano       | 0  | 6 | 0 | 6 | 0 | 107 | 132 |

#### Risultati
| Risultati girone              | OSA   | BAR   | CAN   | MUS   |
| ----------------------------- | ----- | ----- | ----- | ----- |
| Oratorio Sant'Andrea Milano   |       | 21-20 | 48-18 | 24-20 |
| G.R. Francesco Baracca Milano | 12-24 |       | 31-10 | 24-15 |
| GS Generale Cantore Milano    | 8-14  | 0-2*  |       | 17-14 |
| G.R.F. Mussolini Milano       | 33-35 | 16-21 | 9-11  |       |

* giocata il 15/5 vinta dal G.R. Francesco Baracca Milano ma risultato sconosciuto

### Girone emiliano
|  |    | girone emiliano | Pt | G | V | N | P | GF | GS |
|  | -- | --------------- | -- | - | - | - | - | -- | -- |
|  | 1. | Galvani Bologna | -  | - | - | - | - | -  | -  |

### Girone giuliano
|  |    | girone giuliano         | Pt | G | V | N | P | GF | GS |
|  | -- | ----------------------- | -- | - | - | - | - | -- | -- |
|  | 1. | Circolo Carnaro Trieste | -  | - | - | - | - | -  | -  |

### Girone laziale
|  |    | girone laziale            | Pt | G | V | N | P | GF | GS |
|  | -- | ------------------------- | -- | - | - | - | - | -- | -- |
|  | 1. | Società Ginnastica Roma B | 4  | 2 | 2 | 0 | 0 | 44 | 25 |
|  | .  | Giovane Italia Roma       | 0  | 2 | 0 | 2 | 0 | 25 | 44 |

|  | Società Ginnastica Roma B | 20 – 9 | Giovane Italia Roma |  |

|  | Giovane Italia Roma | 16 – 24 | Società Ginnastica Roma B |  |

### Girone campano

#### Classifica
|  |    | girone campano      | Pt | G | V | N | P | GF | GS  |
|  | -- | ------------------- | -- | - | - | - | - | -- | --- |
|  | 1. | A.P. Napoli B       | 6  | 4 | 3 | 1 | 0 | 67 | 31  |
|  | .  | Virtus Partenopea B | 6  | 4 | 3 | 1 | 0 | 84 | 33  |
|  | .  | N.U.F. Portici      | 0  | 4 | 0 | 4 | 0 | 23 | 110 |

#### Risultati
| Risultati girone A  | P.Na  | V.Na  | N.Po |
| ------------------- | ----- | ----- | ---- |
| A.P. Napoli B       |       | 12-10 | 2-0* |
| Virtus Partenopea B | 10-9  |       | 36-3 |
| N.U.F. Portici      | 11-44 | 9-28  |      |

* giocata il 15/5 vinta dalla A.P. NapoliB ma risultato sconosciuto
** il 22/5 viene giocato lo spareggio tra la Virtus Partenopea B e la A.P. Napoli B vinto dalla 
Virtus Partenopea B che accede così al girone interregionale III

## Gironi Interregionali e Finale
|  | Girone I 15/22 maggio | Girone I 15/22 maggio | Girone I 15/22 maggio | Girone I 15/22 maggio | Girone I 15/22 maggio |  |  | Semifinali 29 maggio 5/12 giugno | Semifinali 29 maggio 5/12 giugno | Semifinali 29 maggio 5/12 giugno | Semifinali 29 maggio 5/12 giugno | Semifinali 29 maggio 5/12 giugno |    |    | Finale 26/29 giugno | Finale 26/29 giugno | Finale 26/29 giugno | Finale 26/29 giugno | Finale 26/29 giugno |  |
|  |                       |                       |                       |                       |                       |  |  |                                  |                                  |                                  |                                  |                                  |    |    |                     |                     |                     |                     |                     |  |
|  | O.S.A. Milano         | O.S.A. Milano         | O.S.A. Milano         | 42                    | 45                    |  |  |                                  |                                  |                                  |                                  |                                  |    |    |                     |                     |                     |                     |                     |  |
|  | Galvani Bologna       | Galvani Bologna       | Galvani Bologna       | 24                    | 15                    |  |  | O.S.A. Milano                    | O.S.A. Milano                    | 7                                | 33                               | 31                               |    |    |                     |                     |                     |                     |                     |  |
|  |                       |                       |                       |                       |                       |  |  | C. Carnaro Trieste               | C. Carnaro Trieste               | 8                                | 30                               | 28                               |    |    |                     |                     |                     |                     |                     |  |
|  | C. Carnaro Trieste    | C. Carnaro Trieste    | C. Carnaro Trieste    | C. Carnaro Trieste    | C. Carnaro Trieste    |  |  |                                  |                                  |                                  |                                  |                                  |    |    | O.S.A. Milano       | O.S.A. Milano       | O.S.A. Milano       | 29                  | 16                  |  |
|  |                       |                       |                       |                       |                       |  |  |                                  |                                  | S. Ginn. Roma B                  | S. Ginn. Roma B                  | S. Ginn. Roma B                  | 21 | 15 |                     |                     |                     |                     |                     |  |
|  |                       |                       |                       |                       |                       |  |  | Virtus Partenopea B              | Virtus Partenopea B              | Virtus Partenopea B              | 0                                | 0                                |    |    |                     |                     |                     |                     |                     |  |
|  |                       |                       |                       |                       |                       |  |  | S. Ginn. Roma B                  | S. Ginn. Roma B                  | S. Ginn. Roma B                  | 2*                               | 2**                              |    |    |                     |                     |                     |                     |                     |  |
|  |                       |                       |                       |                       |                       |  |  |                                  |                                  |                                  |                                  |                                  |    |    |                     |                     |                     |                     |                     |  |

* a tavolino per posizione irregolare di un giocatore della Virtus Partenopea B
* * per forfait